# Peter Graves
Pour les articles homonymes, voir Graves.
Peter Graves, de son vrai nom Peter Duesler Aurness, né le 18 mars 1926 à Minneapolis (Minnesota) et mort le 14 mars 2010 à Pacific Palisades
(Californie), est un acteur et réalisateur américain, surtout connu pour son rôle dans la série Mission Impossible.

## Biographie
Il est surtout célèbre pour avoir interprété Jim Phelps, le cerveau des opérations dans la série Mission Impossible. Il est aussi le frère de James Arness, acteur et producteur américain (né le 26 mai 1923 et mort le 3 juin 2011) vedette de la série Gunsmoke.
Peter Graves grandit dans le Minnesota puis est speaker à la radio dès l'âge de 16 ans à Minneapolis. Après avoir passé deux ans dans l'US Air Force, il étudie l'art dramatique à l'Université du Minnesota. Il commence à apparaître au cinéma et à la télévision au début des années 1950 : il tient notamment des rôles secondaires dans Stalag 17 de Billy Wilder (1953) et dans le film-culte La Nuit du chasseur de Charles Laughton (1955) où il interprète le compagnon de cellule de Robert Mitchum qui a caché un important butin que ce dernier va chercher à récupérer. À cette époque, Peter Graves est aussi la vedette de films moins importants, notamment des westerns.
Après être déjà apparu dans plusieurs séries télévisées, Peter Graves devient une vedette populaire avec le rôle de Jim Phelps qui dirige l'équipe de Mission impossible à partir du début de la deuxième saison en 1967. Il tiendra le rôle dans cent quarante-trois épisodes jusqu'à la fin de la série, en 1973. La suite de sa carrière ne lui offre pourtant pas de rôles mémorables, jusqu'au personnage délirant du commandant de bord de Y a-t-il un pilote dans l'avion ? en 1980 et la suite deux ans plus tard. Sa prestation est à la hauteur de celles de ses partenaires (notamment Leslie Nielsen et Lloyd Bridges, futurs « abonnés » au genre parodique) et il fait preuve d'autodérision en parodiant dans une scène du second film son personnage de Mission impossible.
En 1988, Peter Graves, toujours associé au rôle qui l'a rendu mondialement célèbre, reprend (à l'instar de Patrick MacNee et son rôle de John Steed) le rôle de Jim Phelps dans une nouvelle série : Mission impossible, 20 ans après qui s'arrêtera au bout de deux saisons et trente-cinq épisodes. Par la suite, il ralentit le rythme de ses tournages, n'apparaissant plus que rarement au cinéma ou en guest star dans plusieurs séries télé, comme Sept à la maison où il interprétait le grand-père dans plusieurs épisodes (entre 1997 et 2007). Il apparaitra aussi dans un épisode de Dr House (2005) et de Cold Case (2006).
On retiendra également dans sa carrière, deux participations à deux grosses productions que sont Les Valeurs de la famille Addams et Men in Black 2 toutes deux réalisées par Barry Sonnenfeld.
Au milieu des années 1990, Brian De Palma adapte la célèbre série Mission : Impossible au cinéma. Le rôle de Jim Phelps est alors proposé à son célèbre interprète, mais Peter Graves le refuse, détestant que le scénario fasse de Phelps un traître. Le rôle sera alors confié à Jon Voight.
Il meurt le 14 mars 2010 d'une crise cardiaque à son domicile de Los Angeles, quatre jours avant ses 84 ans.

## Filmographie

### Au cinéma
- 1942 : Winning Your Wings (en) : Bombardier (non crédité)
- 1951 : Rogue River de John Rawlins : Pete Dandridge
- 1951 : Up Front de Alexander Hall : un policier militaire (non crédité)
- 1951 : Fort Defiance de John Rawlins : Ned Tallon
- 1951 : Une équipe aux anges (Angels in the Outfield) de Clarence Brown : Annonceur radio (non crédité)
- 1952 : The Congregation de William Beaudine
- 1952 : Red Planet Mars de Harry Horner : Chris Cronyn
- 1953 : Stalag 17 de Billy Wilder : Price
- 1953 : La Loi du scalp de Lesley Selander : Trooper Tolson
- 1953 : À l'est de Sumatra (East of Sumatra)  de Budd Boetticher: Un cowboy
- 1953 : Tempête sous la mer (Beneath the 12-Mile Reef) de Robert D. Webb : Arnold
- 1954 : Killers from Space de W. Lee Wilder : Dr. Douglas Martin
- 1954 : La Hache sanglante (The Yellow Tomahawk) de Lesley Selander : Sawyer
- 1954 : Le Raid (The Raid) d'Hugo Fregonese : Capt. Frank Dwyer
- 1954 : Mardi, ça saignera (Black Tuesday) de Hugo Fregonese : Peter Manning
- 1955 : Fort Yuma de Lesley Selander: Lt. Ben Keegan
- 1955 : Ce n'est qu'un au revoir (The Long Gray Line) de John Ford : Cpl. Rudolph Heinz
- 1955 : Robbers' Roost (en) de Sidney Salkow: Heesman (Herrick's Foreman)
- 1955 : Un Jeu risqué (Wichita) de Jacques Tourneur : Morgan Earp
- 1955 : The Naked Street (en) de Maxwell Shane : Joe McFarland
- 1955 : La Nuit du chasseur (The Night of the Hunter) de Charles Laughton : Ben Harper
- 1955 : Condamné au silence (The Court-Martial of Billy Mitchell) de Otto Preminger : Capt. Bob Elliott
- 1956 : It Conquered the World de Roger Corman : Dr. Paul Nelson
- 1956 : Le Bataillon dans la nuit (Hold Back the Night) de Allan Dwan : Lt. Lee Couzens
- 1956 : La Caravane des hommes traqués (Canyon River) de Harmon Jones : Bob Andrews
- 1957 : Beginning of the End de Bert I. Gordon : Dr. Ed Wainwright
- 1957 : Bayou (en) de Harold Daniels : Martin Davis
- 1957 : Death in Small Doses (en) de Joseph M. Newman : Agent Posing As Tom Kaylor
- 1957 : L'Admirable Crichton (en) : Brocklehurst
- 1958 : Wolf Larsen de Harmon Jones : Van Weyden
- 1959 : Un étranger sur les bras (A Stranger in My Arms) de Helmut Kautner : Donald Ashton Beasley
- 1965 : À corps perdu (A Rage to Live) de Walter Grauman : Jack Hollister
- 1966 : Texas, nous voilà (Texas Across the River), de Michael Gordon : Capt. Rodney Stimpson
- 1966 : Un mort en pleine forme (The Wrong Box) de Bryan Forbes : l'officier militaire
- 1967 : Le Ranch de l'injustice (The Ballad of Josie) de Andrew V. McLaglen : Jason Meredith, Doris Day
- 1968 : L'Odyssée d'un sergent (en) (Sergeant Ryker) de Buzz Kulik : Maj. Whitaker
- 1969 : Cinq hommes armés (Un Esercito di cinque uomini) de Don Taylor  : Dutchman
- 1974 : Paul et Michèle (Paul and Michelle) de Lewis Gilbert : Sir Henry
- 1975 : Sidecar Racers de Earl Bellamy : Carson
- 1978 : Missile X – Geheimauftrag Neutronenbombe (en) : Alec Franklin
- 1978 : Terreur sur le monde (High Seas Hijack) : Elliott Rhoades (Version Anglaise)
- 1979 : The Clonus Horror : Jeffrey Knight
- 1980 : Survival Run : Kandaris
- 1980 : Y a-t-il un pilote dans l'avion ? (Airplane!) : Capitaine Oveur
- 1981 : The Guns and the Fury (en) : Janzer
- 1982 : Savannah Smiles (en) : Harland Dobbs
- 1982 : Y a-t-il enfin un pilote dans l'avion ? (Airplane II: The Sequel) : Capt. Clarence Oveur
- 1984 : Mad Mission 3: Our Man from Bond Street (Zuijia paidang zhi nuhuang miling) : Tom Collins
- 1987 : Number One with a Bullet : Capt. Ferris
- 1990 : J'ai engagé un tueur : le bijoutier
- 1993 : Les Valeurs de la famille Addams (Addams Family Values) : Présentateur
- 1999 : La Maison de l'horreur (House on Haunted Hill) : Lui-même
- 2002 : Men in black II : Lui-même
- 2003 : Les Looney Tunes passent à l'action (Looney Tunes: Back in Action) : Présentateur du film sur la Défense Civile (non crédité)
- 2003 : Hollywood Homicide: Figurant

### À la télévision

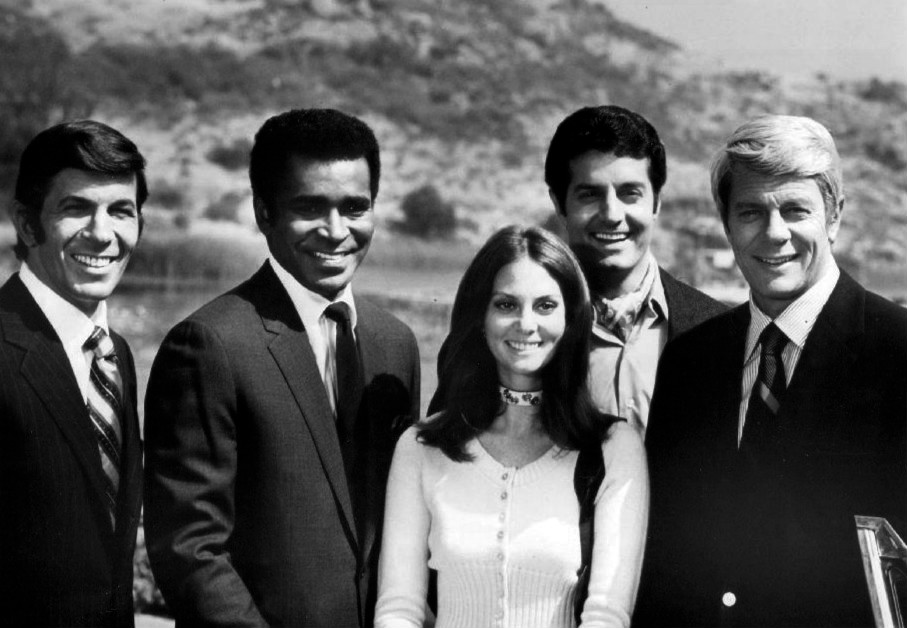
Peter Graves (à droite) avec l'équipe de Mission impossible en 1970.

- 1952 : Gruen Guild Playhouse (série télévisée) : Agent Fielding
- 1953-1955 : Fireside Theatre (en) (série télévisée) : Ed / Robert / Eddie / Lonnie Berghoff
- 1954 : Studio 57 (série télévisée) : Jim Bailey
- 1954-1955 : Hallmark Hall of Fame (en) (série télévisée) : Dr. James Ewing / Sam Wanamaker
- 1955-1960 : Fury (série télévisée) : Jim Newton / Cyrus
- 1956 : The Millionaire (en) (série télévisée) : Paul Hartley
- 1956 : Cavalcade of America (en) (série télévisée) : Maj. Thomas D. Howie
- 1956 : Studio One (série télévisée) : Glenn
- 1957-1958 : Climax! (série télévisée) : Stanley / Steve Baxter
- 1959 : Cimarron City (en) (série télévisée) : Jens
- 1961 : Le Courrier du désert (Whiplash) (série télévisée) : Christopher Cobb
- 1961 : Las Vegas Beat (téléfilm) : Bill Ballin
- 1962 : Route 66 (série télévisée) : David Leland 'Lee' Fisk / Peter Hale
- 1963 : Suspicion (The Alfred Hitchcock Hour) (série télévisée) : Mark Needham
- 1963 : Haute tension (Kraft Suspense Theatre) (série télévisée) : Maj. Frank Whitaker
- 1964 : Le Virginien (The Virginian) (série télévisée) : Robert Gaynor
- 1964 : The Great Adventure (en) (série télévisée) : Daniel Boone
- 1965-1966 : Court Martial (en) (série télévisée) : Maj. Frank Whittaker
- 1966 : Match contre la vie (Run for Your Life) (série télévisée) : Jim Carlson
- 1966 : Daniel Boone (série télévisée) : Logan Harris
- 1965 : Gallegher Goes West (TV) : Marshal Neimeyer
- 1966 : Laredo (série télévisée) : Ben Conrad
- 1966 : Le Proscrit (Branded) (série télévisée) : Sénateur Keith Ashley
- 1967 : Sur la piste du crime (The FBI) (série télévisée) : Manning Fryes
- 1967 : 12 O'Clock High (en) (série télévisée) : Capt. Dula
- 1967 : Les Envahisseurs (The Invaders) (série télévisée) : Gavin Lewis
- 1967 : La Vallée du mystère (Valley of Mystery) (téléfilm) : Ben Barstow
- 1967-1973 : Mission impossible (série télévisée) : Jim Phelps
- 1968 : Call to Danger (série télévisée) : Jim Kingsley
- 1969 : The Red Skelton Show (série télévisée) : Un astronaute américain
- 1973 : Call to Danger (en) (téléfilm) : Doug Warfield
- 1973 : The President's Plane Is Missing (en) (téléfilm) : Mark Jones
- 1974 : Le Cri du loup (Scream of the Wolf) (téléfilm) : John Wetherby
- 1974 : The Underground Man (téléfilm) : Lew Archer
- 1974 : Les derniers survivants (en) (Where Have All the People Gone) (téléfilm) : Steven Anders
- 1975 : Dead Man on the Run (téléfilm) : Jim Gedeon
- 1977 : Supersonique en péril (en) (SST: Death Flight) (téléfilm) : Paul Whitley
- 1978 : The Gift of the Magi (en) (téléfilm) : O. Henry
- 1978, 1979, 1980, 1982 et 1983 : L'île fantastique (Fantasy Island) (série télévisée) : Capitaine Erik Von Voorten / Eddie Malone / Scotty
- 1978, 1980, et 1987 : La croisière s'amuse (The Love Boat) (série télévisée) : Rev. Gerald Whitney / Carl Lawrence / Leonard Culver
- 1979 : Buck Rogers (Buck Rogers in the 25th Century) (série télévisée) : Major Noah Cooper
- 1979 : Autoroute pour la mort (Death Car on the Freeway) (téléfilm) : Lieutenant Haller
- 1979 : The Rebels (téléfilm) : George Washington
- 1980 : Matt et Jenny (série télévisée) : Jake Winfield
- 1980 : Steve Martin: Comedy Is Not Pretty (téléfilm) : Le directeur TV
- 1980 : Les Diamants de l'oubli (The Memory of Eva Ryker) (téléfilm) : Mike Rogers
- 1981 : Simon et Simon (série télévisée) : Wade Christian
- 1981 : Best of Friends (téléfilm) : Nick Adams
- 1981 : Three Hundred Miles for Stephanie (téléfilm) : Capitaine McIntyre
- 1983 : Le souffle de la guerre (The Winds of War) (série télévisée) : Palmer 'Fred' Kirby
- 1984 - 1985 : Arabesque (série télévisée) (Murder She Wrote) (saison 1, épisode 6) : Dr. Edmund Gerard, doyen de la faculté
- 1985 : Histoires singulières (Hammer House of Mystery and Suspense) (série télévisée) : Vicar John Bray
- 1986 : Life with Lucy (en) (série télévisée) : Ben Marshall
- 1987 : Touristes en délire (If It's Tuesday, It Still Must Be Belgium) (téléfilm) : M.. Wainwright
- 1988 : War and Remembrance (série télévisée) : Palmer Kirby
- 1988-1990 : Mission impossible, 20 ans après (Mission: Impossible) (série télévisée) : Jim Phelps
- 1991 : Les Craquantes (The Golden Girls) (série télévisée) : Jerry Kennedy
- 1994, 1998 et 2001 : Biography (en) (série télévisée) : Le narrateur
- 1998 : Les castors allumés (The Angry Beavers) (série télévisée) : Général Warning / Narrateur (Voix)
- 1997, 2001, 2002, 2005 et 2007 : Sept à la maison (7th Heaven) (série télévisée) : John 'The Colonel' Camden
- 1999 : Diagnostic: meurtre (Diagnosis Murder) (série télévisée) : Le docteur à la télé
- 2001 : Tous en boîte (House of Mouse) (série télévisée) : Voix de l'instructeur
- 2001 : Drôles de retrouvailles (These Old Broads) (téléfilm) : Bill
- 2003 : With You in Spirit (téléfilm) : Hal Whitman
- 2005 : Dr House (série télévisée) : Myron (S01EP20: Des maux d'Amour)
- 2006 : Cold Case (série télévisée) : Anton Biker - 2006;
- 2006 : Minoriteam (série télévisée) : Sheldon
- 2007 : American Dad (série télévisée) : M.. Pibb (Voix)
- 2010 : Vacances en famille (Jack's Family Adventure) (téléfilm) : George Vickery

### Réalisateur
- 1966 : Gunsmoke (série télévisée)
- 1972 : Mission impossible (série télévisée)

## Distinctions

### Récompenses
- Golden Globes 1971 : Meilleur acteur dans une série dramatique pour Mission impossible

### Nominations
- Golden Globes 1969 : Meilleur acteur dans une série dramatique pour Mission impossible
- Primetime Emmy Awards 1969 : Meilleur acteur dans une série télévisée dramatique pour Mission impossible
- Golden Globes 1970 : Meilleur acteur dans une série dramatique pour Mission impossible

## Voix françaises
- Jean-Claude Michel (*1925 - 1999) dans :
  - La Nuit du chasseur
  - Fort Yuma (doublage tardif)
  - Un jeu risqué
  - Mission impossible (série télévisée - 1re voix)
  - La croisière s'amuse (série télévisée)
  - Y a-t-il enfin un pilote dans l'avion ?
  - Mission impossible, 20 ans après (série télévisée)

- Jean-Pierre Duclos (*1931 - 2016) dans :
  - Texas, nous voilà
  - Le Ranch de l'injustice
  - Mission impossible (série télévisée - 3 épisodes)

- Marc Cassot (*1923 - 2016) dans :
  - Sept à la maison (série télévisée)
  - Vacances en famille (téléfilm)
  - Dr House (série télévisée)

- Jacques Thébault (*1924 - 2015) dans :
  - La Caravane des hommes traqués
  - Un mort en pleine forme

- Roger Rudel (*1921 - 2008) :
  - Fury (série télévisée)
  - Le Courrier du désert (série télévisée)

- René Arrieu (*1924 - 1982) dans :
  - Cinq hommes armés
  - Y a-t-il un pilote dans l'avion ?

- Jean-Claude Balard (*1935 - 2022) :
  - Le Souffle de la guerre (mini-série)
  - Les Orages de la guerre (mini-série)

- Marcel Guido dans :
  - Les Valeurs de la famille Addams
  - Men in Black 2

Mais aussi :
- Jacques Beauchey (*1920 - 1978) dans Stalag 17
- Hervé Bellon dans Le Raid (doublé en 1988)
- André Valmy (*1919 - 2015) dans Ce n'est qu'un au revoir
- Robert Bazil (*1922 - 2023) dans Condamné au silence
- Michel Roux (*1929 - 2007) dans L'Admirable Crichton
- Igor De Savitch dans Mission impossible (série télévisée - 2e voix)
- Jean Michaud (*1921 - 2001) dans Buck Rogers (série télévisée)
- Jean-Louis Maury dans Simon et Simon (série télévisée)
- Roland Ménard (*1923 - 2016) dans Les Diamants de l'oubli (téléfilm)
- Hubert Noël (*1924 - 1987) dans Arabesque (série télévisée)
- Jean Négroni (*1920 - 2005) dans La Maison de l'horreur
- Dominique Paturel (*1931 - 2022) dans Drôles de retrouvailles (téléfilm)